# Miloš Jakeš

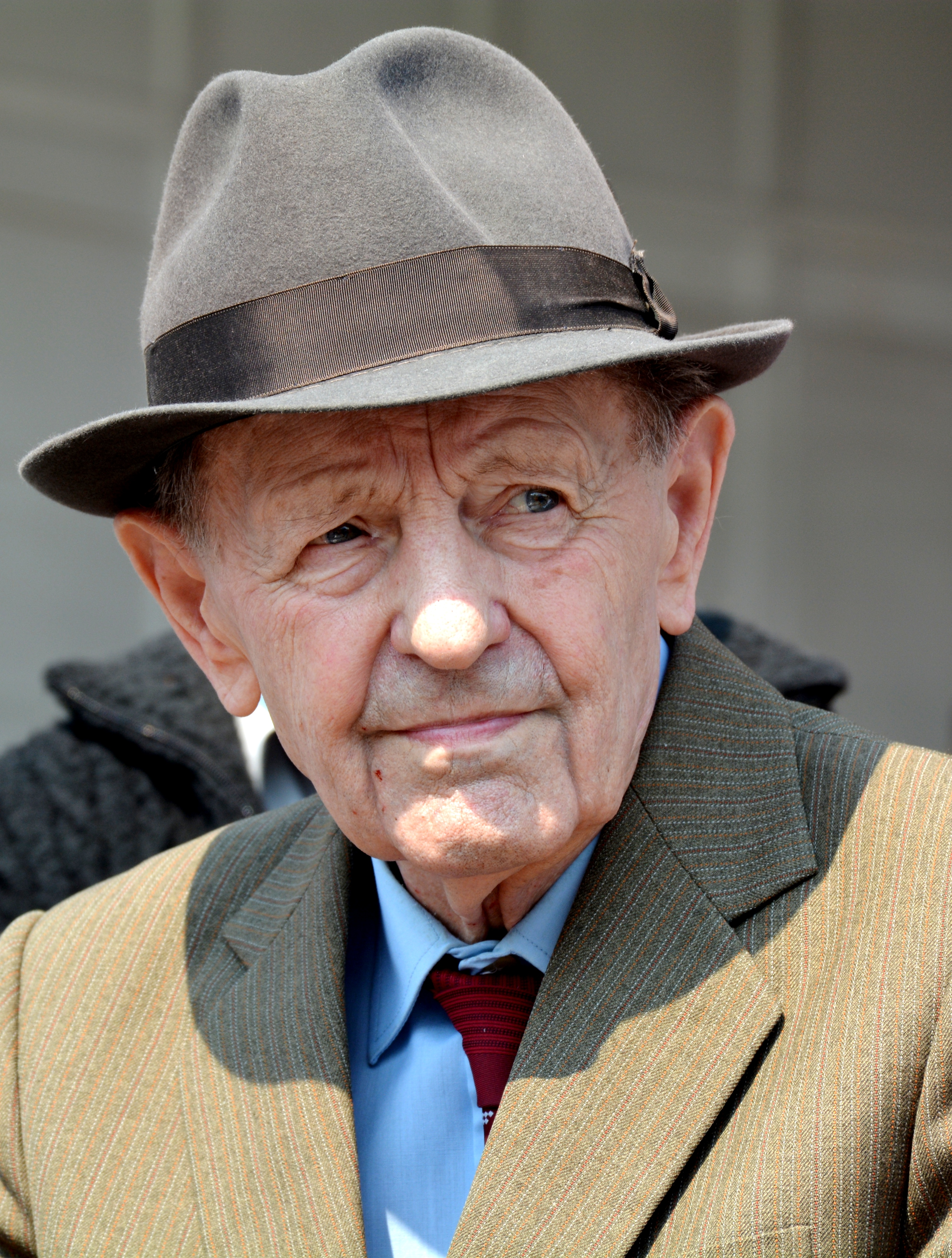
Miloš Jakeš (2014)

Miloš Jakeš (České Chalupy, 12 augustus 1922 - 10 juli 2020) was secretaris-generaal van de Communistische Partij van Tsjecho-Slowakije van 1987 tot 1989. 
Miloš Jakeš was afkomstig uit een relatief arm gezin. Na zijn middelbareschoolopleiding werkte hij van 1937 tot 1950 in de Bata-schoenenfabriek in Zlín in Zuid-Moravië. In 1945 trad Jakeš toe tot de Communistische Partij van Tsjecho-Slowakije (KSC). Hij maakte snel carrière binnen het partijapparaat. Van 1955 tot 1958 studeerde Miloš Jakeš aan de partijhogeschool in Moskou. Sinds het einde van de jaren 50 was hij lid van het Centraal Comité van de KSČ.
Jakeš rol binnen de KSČ werd steeds belangrijker. Na de Praagse Lente (1968) was hij voorzitter van de controlecommissie die de partij zuiverde van de liberale aanhangers van Alexander Dubček (1969). Nadien was hij voorstander van de zogenaamde "normalisatie" (dat wil zeggen een gematigde koers). In 1981 werd Jakeš lid van het Politbureau en secretaris van het Centraal Comité, belast met economische zaken. In 1986 toonde hij zich een tegenstander van premier Lubomír Štrougals voorgenomen onderzoek naar de slecht functionerende Tsjecho-Slowaakse economie.
Na het bezoek van Michael Gorbatsjov aan Tsjecho-Slowakije in april 1987, werd Miloš Jakeš een voorzichtig voorstander van perestrojka en glasnost. Tijdens de dramatische partijconferentie van 17 december 1987 werd hij tot secretaris-generaal van de KSČ als opvolger van Gustáv Husák gekozen. De laatste bleef echter wel president van de republiek.
Sinds die tijd toonde Miloš Jakeš zich een voorstander van hervormingen, mits deze werden uitgevoerd door de communistische partij. Al gauw werd duidelijk dat Jakeš vooral als secretaris-generaal was verkozen, om het idee te wekken dat de partij druk bezig was met hervormingen. 
Tijdens de Fluwelen Revolutie (november 1989) werd hij tot aftreden gedwongen. Zijn opvolger als secretaris-generaal was Karel Urbánek.
In 2003 stond hij terecht voor zijn rol als collaborateur met de Sovjets tijdens de Praagse Lente. Hij werd echter vrijgesproken van de voornaamste aanklacht: verraad.